# Nikema Williams
Nikema Natassha Williams (Smiths Station, 30 luglio 1978) è una politica statunitense, membro della Camera dei rappresentanti per lo stato della Georgia dal 2021.

## Biografia
La Williams nasce a Smiths Station, in Alabama. Dopo essersi trasferita ad Atlanta si è unita al movimento dei giovani democratici dello stato della Georgia. Ha poi servito come vicepresidente della Planned Parenthood fino a diventare presidente del suo partito in Georgia nel 2011.
Nel 2017 è stata eletta al Senato della Georgia alle elezioni speciali tenutesi dopo le dimissioni dell'uscente Vincent Fort per candidarsi a sindaco di Atlanta. Nel novembre 2018 è stata una delle 15 persone arrestate durante una protesta contro la gestione delle elezioni governative della Georgia di quell'anno al Georgia State Capitol. Le accuse furono poi ritirate nel giugno 2019.
Nel 2020 si candidò per il 5º distretto della Georgia al Congresso statunitense dopo la morte del deputato in carica John Lewis e venne eletta con un ampio margine di voti.

## Vita privata
Il marito di Williams, Leslie Small, è un ex aiutante di John Lewis. Si sono incontrati durante la campagna per i Democratici nelle elezioni del 2008. Hanno un figlio.